# Aitchisonia
Aitchisonia é um género botânico pertencente à família Rubiaceae.

## Espécies
Apresenta uma única espécie:
- Aitchisonia rosea